# Аналітичний центр CEDOS
Cedos (раніше — «Центр дослідження суспільства») — незалежний, позапартійний, некомерційний аналітичний центр. Займається дослідженням та аналітикою державної політики та суспільних процесів з метою стимулювати прийняття рішень на основі даних та досягнення соціальної справедливості. Організація діє з 2009 року. 

## Місія
Забезпечити аналітичну підтримку суспільних змін шляхом залучення громад до прийняття рішень та популяризації принципів EBDM (Evidence-based decision-making) серед осіб, які приймають рішення.  
Тематичні напрямки роботи: 
- Стратегії міського розвитку
- Розвиток урбаністичного руху
- Інтеграція внутрішньо переміщених осіб
- Інозем_ки в Україні\: хто, скільки, чому
- Вибір закладів вищої освіти
- Українське студентство за кордоном
- Підвищення сексуальної грамотності

Матеріали, викладені на сайті аналітичного центру, дозволяється використовувати без зміни змісту та відповідно до правил [Архівовано 26 квітня 2017 у Wayback Machine.], опублікованих на сайті.

## Історія
Центр заснований у 2009 році аналітиками та дослідниками, вихідцями з Києво-Могилянської Академії та інших провідних університетів України. 
До 2014 року його очолювала Інна Совсун; після її призначення заступницею міністра освіти Тарас Доронюк став операційним директором, Єгор Стадний був призначений керівником освітніх програм, а пізніше виконавчим директором.
У 2014 році команда моніторингу та аналітики колективних протестів в Україні покинула Центр дослідження суспільства.
18 лютого 2015 року Cedos запустив новий проєкт — Mistosite — аналітичний інтернет-журнал про місто, майданчик для публікації дослідницьких матеріалів, платформу для комунікації ініціатив, активістів, дослідників та всіх, хто цікавиться розвитком міста.
У квітні 2015 року відбувся ребрендинг Центру дослідження суспільства, який з 20 квітня 2015 почав називатися Аналітичним центром Cedos.
З 2014 року по вересень 2016 року Cedos мав двох директорів: Єгор Стадний — виконавчий директор, Тарас Доронюк — операційний директор. Згодом було змінено організаційну структуру, за якою є лише один директор. З березня 2017 за рішенням наглядової ради директором центру було обрано Анастасію Безверху. На початку 2018 року на зміну Безверхій прийшов Єгор Стадний. На початку вересня 2019 року його було призначено заступником Міністра освіти і науки. Після цього у вересні 2019 року директором Cedos став Іван Вербицький.

## Проєкти
Cedos є одним з провідних аналітичних центрів у галузі вищої освіти в Україні. У своїй роботі Cedos досліджує економіку освіти, умови праці і навчання викладачів і студентів, вивчає глобальні тенденції та місцеві практики. Мета аналітичного центру – сприяти розвитку якісної освіти, котра буде доступна кожному та забезпечуватиме розвиток критичного мислення й отримання необхідних знань.
Спільно з МОН та УЦОЯО Cedos започаткував опитування [Архівовано 1 грудня 2017 у Wayback Machine.] випускників та випускниць загальноосвітніх шкіл, яке дозволило вперше оцінити вплив соціально-економічних чинників на навчальні досягнення.
Протягом кількох років аналітичний центр Cedos збирає та аналізує дані про кількість українських громадян, які навчаються у закордонних університетах. За цей час утворилась база даних [Архівовано 1 грудня 2017 у Wayback Machine.], яка охоплює інформацію по 33 країнам Європи, Північної Америки та Австралії у період з 2008/2009 до 2014/2015 навчальних років у розрізі статі, регіону країни, типу університету та спеціальності. 
Profrights.org [Архівовано 5 березня 2016 у Wayback Machine.] – проєкт Cedos, який  допомагає майбутнім вступникам уникати ВНЗ, де порушують права студентства та викладачів. Проект інформує усіх членів університетської спільноти про їхні обов’язки та права, а також інструменти захисту цих прав. На сайті розміщена та постійно оновлюється інформація по порушеннях у ВНЗ по всій Україні. На кінець 2016 року на інтерактивній карті зібрано 424 порушення, що поділяються на 2 типи: здирництво (здебільшого ті, що пов'язані з фінансами) та недбальство. 
В межах напрямку реалізовуються такі проєкти: Моніторинг процесу реформування вищої освіти в Україні, Рейтинг прозорості національних ВНЗ, Розробка нової моделі державного замовлення на підготовку фахівців, Дослідження професійного та соціально-економічного становища викладачів та інші.
- Cedos вивчає проблеми, пов'язані з трудовою міграцією, політекономією міграції, неврегульованою міграцією, інтеграцією біженців та мігрантів та законодавчим регулюванням міграції[9].

У 2016-2017 рр. у партнерстві з ЦППР та ЦІПЛ [Архівовано 9 листопада 2017 у Wayback Machine.] аналітичний центр Cedos провів дослідження [Архівовано 9 листопада 2017 у Wayback Machine.] чинної системи реєстрації місця проживання та сформував рекомендації для профільних органів та міністерств. Від початку окупації АР Крим Cedos постійно моніторить та публікує огляди ситуації з внутрішньо переміщеними особами (ВПО) [Архівовано 10 листопада 2017 у Wayback Machine.] та огляди приватних грошових переказів [Архівовано 9 листопада 2017 у Wayback Machine.], що дозволяє оперативно реагувати на законодавчі ініціативи у сфері забезпечення прав ВПО. 
- Cedos досліджує громадську участь, взаємодію зацікавлених сторін, прийняття рішень в міському розвитку на основі даних, міські ініціативи та рухи, проводить урбаністичні дослідження. З лютого 2015 вся аналітика з теми міського розвитку розміщується також на сайті проекту Mistosite [Архівовано 1 грудня 2017 у Wayback Machine.].

У 2015 році на Prometheus вийшов онлайн-курс про міський розвиток в Україні «Урбаністика: сучасне місто [Архівовано 1 грудня 2017 у Wayback Machine.]». У низці міст цей курс рекомендований для проходження співробітницям та співробітникам муніципалітетів і функціонує фактично як інструмент підвищення кваліфікації чиновників і чиновниць.   
У 2016 році Cedos організував перший форум міських ініціатив України, під час якого було створено Український урбаністичний рух та підписано його Хартію. Підтримка урбаністичного руху є логічним продовженням досліджень центру щодо рівня громадської участі та мережі міських ініціатив України.   
У 2016-2017 реалізували дослідження мережі взаємодії міських ініціатив та організацій [Архівовано 1 грудня 2017 у Wayback Machine.] Києва, Харкова, Одеси, Львова й Івано-Франківська та розробили рекомендації для цих міст.   Ще одним проєктом у сфері розвитку міст є база міських ініціатив [Архівовано 1 грудня 2017 у Wayback Machine.], де зібрана інформація про організації та низові ініціативи зі всієї України. Це єдина в Україні база, що доступна онлайн та функціонує для співпраці міських ініціатив.

### Колишні напрямки досліджень
- Дискримінація. Cedos розробляв питання соціальних та економічних підвалин національної, гендерної та расової дискримінації в Україні, питання взаємозалежності дискримінації та суспільного усторою і соціальної структури, аналіз етнонаціональної політики та (анти)дискримінаційного законодавства. ЦДС здійснював дослідження зв'язків між гендерною відмінністю та нерівністю, зокрема на аналіз традиційних гендерних ролей та нерівності на ринку праці, у структурах влади, в сфері освіти та охорони здоров'я[10]. Також проводилися дослідження інституційної дискримінації та зв'язку між соціально-економічними структурними чинниками дискримінації та місцем індивіда в контексті дискримінаційних практик[11].
- Протести. Проєкт моніторингу протестів, репресій і поступок «Ukrainian Protest and Coercion Data» з кінця вересня 2009 року створював базу даних усіх (незалежно від тематики та чисельності) фактичних протестних подій, позитивних та негативних реакцій на них, їхньої форми, учасників, цілей, вимог, місця і часу проведення тощо, які відбуваються в реальному часі на території України і про які з'являлися інформаційні повідомлення у вебмедіа. Окрім створення бази даних протестів для різноманітних дослідницьких задач, основними цілями проекту було посилення уваги до низових соціально-економічних протестів з боку широкої громадськості, журналістів, науковців, політиків та аналітична підтримка захисту права на свободу зібрань в Україні у співпраці з правозахисною кампанією «За мирний протест!» та інших суспільних рухів і активістських видань. Керівник напрямку — Володимир Іщенко[12].  У 2014 році група дослідників, яка займалася цим напрямком, перейшла в Центр соціальних і трудових досліджень[13].